# Carl Budischowsky
Carl Budischowsky, celým jménem Carl Ferdinand Leopold Budischowsky (24. října 1810 Třebíč – 26. dubna 1884 Třebíč) byl moravský podnikatel (společnost Carl Budischowsky & Söhne), koželužský mistr a třebíčský měšťan.

## Biografie
Jeho otcem byl Johann Anton Budischowsky, koželužnický mistr, představený cechu koželužnického, měšťana, magistrátního rady a purkmistra. Byl bratrem Franze Karla Josefa Budischowského I. (či Franz Budischowsky starší), Franz a Karel převzali otcovu koželužnu. Oba následně od roku 1835 podnikali samostatně. Měl čtyři syny, Johanna Konrada Josefa (1845–1915), Augusta Josefa Emanuela (1846–1915), Emila Antona Karla (1852–1909) a Ernsta Franze Karla (1856–1914). Byl podnikatelem, také byl mecenášem střeleckého spolku v Třebíči, byl cechovním činovníkem, atakoval české zastupitelstvo v Třebíči a působil tak proti českému prvku v Třebíči. V roce 1874 zřídil německou mateřskou školu pro děti svých zaměstnanců.
Zemřel roku 1884 a byl pohřben v rodinné kaplové hrobce na Starém hřbitově v Třebíči.

## Začátky podnikání
Carl Budischowsky začal samostatně podnikat v roce 1835. Roku 1842 koupil mlýn v Třebíči-Borovině a zřídil si zde základnu svého později velmi úspěšného podnikání. Carl dodával kožené výrobky (včetně bot) rakouské armádě. Později i turecké, mexické, ruské atd. Z počátku Carl podnikal se svým bratrem Franzem Xaverem, ale v roce 1853 ho z podnikání vyplatil.

## Rozmach podnikání
Od 60. let Carl koncentroval původně rozptýlenou výrobu obuvi do jednoho provozu. V roce 1862 se však dostal do problémů, ale povedlo se mu svoji firmu díky konkursu oddlužit. V roce 1871 se název firmy změnil na „Carl Budischowsky & Söhne“ (značka C.B.S.), v témže roce do firmy přistoupili dva starší synové. Od 70. let měla firma pobočku také ve Vídni. Na přelomu 70. a 80. let zaměstnávala firma Budischowských v Třebíči zhruba 500–600 osob, později měla firma až několik tisíc zaměstnanců. Carl předal podnikání synům v roce 1882. V tomto roce také do firmy vstoupili dva mladší synové. Od roku 1884 pak společnost vyráběla obuv a další kožené výrobky pro Činu nebo severní Ameriku, postupně zkupovali další podniky. Byly také založeny pobočné závody v Hinterbrühlu a ve Velkých Bošanech, obě továrny vedli jeho synové (August a Ernst) a to až do své smrti.
Za jeho vedení firma zaváděla nové technologie, například parní stroj, chemické činění kůže, ale také postavila čističku. Insiprací Carlovi byli především podniky v USA a Velké Británii.

## Vztah k zaměstnancům a osobnost
Carl podporoval v Třebíči na radnici německou stranu a byl příznivcem německého centralismu. V jeho továrně občas trpěli pročesky se projevující zaměstnanci ústrky a byl na ně činěn tlak, aby se hlásili k němčině, jako obcovací řeči. Cílem Carla však bylo v prvé řadě vytvořit stabilní a solidní zaměstnanecký kádr s využitím hmotných i sociálně-prestižních stimulů. Zaměstnance tak lákaly vyšší mzdy a jistota. Zajímavý byl kariérní řád, kdy po zaučení musel dělník pracovat minimálně 5 let u jiného zaměstnavatele. V roce 1877 založila firma „Spolek pro podporování nemocných dělníků v továrně pánů Carla Budischowského a synů“. Od zaměstnanců vyžadoval Carl kázeň – netoleroval alkohol, neomluvené absence (ani tzv. modrá pondělí – jev kdy se zaměstnanci pro nadměrnou konzumaci alkoholu v pondělí nedostavili do práce), upovídanost atd. Carl byl dvakrát ženat a měl celkem 11 dětí, z nichž jen 6 se dožilo dospělosti.